# RTL Boulevard
RTL Boulevard is een Nederlands televisieprogramma, dat sinds 3 september 2001 dagelijks rechtstreeks op RTL 4 wordt uitgezonden en is opgezet als het televisie-equivalent van een boulevardblad. In het programma volgen afwisselende onderwerpen en reportages elkaar in hoog tempo op met thema's als amusement, misdaad, koningshuis en levensstijl.

## Geschiedenis
RTL Boulevard was in eerste instantie op werkdagen te zien van 18.30 tot 18.55 uur. Eind maart 2002 werd het programma verlengd tot 19.15 uur en sinds 30 augustus 2004 is het te zien van 18.35 tot 19.30 uur. Tot en met 2008 zond het programma niet in de zomer uit. Sinds september 2017 zendt RTL Boulevard ook op zaterdag en zondag uit.
RTL Boulevard werd een mede door de chemie tussen presentator Beau van Erven Dorens en entertainmentdeskundige Albert Verlinde een succes. Van Erven Dorens stopte in 2005 als vaste presentator van het programma en werd opgevolgd door Daphne Bunskoek, die het programma tot de zomer van 2008 presenteerde. Vervolgens werd Winston Gerschtanowitz de vaste presentator van RTL Boulevard, die in de jaren ervoor reeds als invaller te zien was.
In 2016 werden er een aantal veranderingen doorgevoerd in het programma. Zo verhuisde het van Hilversum naar Amsterdam, verliet Verlinde het programma en werd Luuk Ikink de vaste medepresentator. Ook werd er niet langer met een vaste presentator, maar met een carrousel van drie à vier presentatoren gewerkt. Deze rol werd door de jaren heen onder andere ingevuld door Marieke Elsinga, Bridget Maasland, Vivienne van den Assem, Eddy Zoëy en de teruggekeerde Daphne Bunskoek. Ikink deelde zijn plek onder andere met Daan Nieber, Lex Uiting en Morad El Ouakili.
In het programma worden diverse deskundigen uitgenodigd om te praten over actuele onderwerpen. Zo waren koningshuisdeskundige Marc van der Linden, modejournaliste Fiona Hering of de misdaadverslaggever Peter R. de Vries jarenlang vertrouwde gezichten van het programma. Anno 2025 zijn onder andere Arno Kantelberg, Fatima Moreira de Melo, Eric de Munck, Nikkie Plessen, Aran Bade, Shay Kreuger en Rob Goossens te zien als deskundige. Misdaadjournalist John van den Heuvel is al sinds het begin aan het programma verbonden.

### Aanslag en bedreiging
Op 6 juli 2021 raakte misdaadverslaggever Peter R. de Vries zwaargewond toen hij in de Lange Leidsedwarsstraat in Amsterdam werd neergeschoten, nadat hij als deskundige te gast was geweest bij de studio van RTL Boulevard. De dag hierna werd een speciale aflevering aan De Vries en zijn aanslag toegewijd. Een aantal dagen later, op zaterdag 10 juli 2021, werd de uitzending van die dag één uur voor aanvang afgelast en werd de gehele studio ontruimd vanwege "een ernstige dreiging".
Een dag later, op 11 juli 2021, werd bekend dat de politie berichten van criminelen zou hebben onderschept waarin gesproken werd over het plegen van een aanslag op de redactie van RTL Boulevard. Ze zouden daarbij gebruik willen maken van een raketwerper en automatische vuurwapens. Diezelfde avond werd besloten om wederom geen live-uitzending te maken om de medewerkers rust te geven, ondanks dat dit dankzij extra veiligheidsmaatregelen wel kon. Demissionair minister van Justitie en Veiligheid Ferd Grapperhaus liet in een reactie weten dat het programma zo snel mogelijk weer live moest worden uitgezonden en zegde toe er alles aan te doen de makers de noodzakelijke beveiliging te bieden.
Vanwege de dreiging werd door RTL besloten dat RTL Boulevard voor onbepaalde tijd de studio aan het Leidseplein zou verlaten. Op 12 juli 2021 pakte het programma de live-uitzendingen weer op, ditmaal vanuit een zwaarbeveiligde studio op het Media Park in Hilversum. De Vries overleed op 15 juli 2021 aan de gevolgen van de aanslag in de Lange Leidsedwarsstraat.

### RTL Boulevard Summernight
Na het einde van de praatprogramma's BEAU, Humberto en Renze in juli 2025 zat RTL 4 tijdelijk zonder invulling voor de late avond, want het nieuwe RTL Tonight zal pas op 1 september 2025 van start gaan. Hierop besloot de zenderleiding het tijdslot van het late avondpraatprogramma in te vullen met RTL Boulevard Summernight. Het team van presentatoren en deskundigen word hiervoor uitgebreid onder andere met voormalig B&B Vol Liefde-deelnemers, wat dat programma nabeschouwd.

## Vormgeving en studio
RTL Boulevard werd in de beginjaren uitgezonden vanuit studio 2 in de Hilversumse wijk Kerkelanden. Tussen 2003 en 2016 kwam het achtereenvolgens vanuit studio 5 en studio 16 op het Media Park in Hilversum. In 2021 keerde het uit veiligheidsoverwegingen terug naar Hilversum, in een niet nader genoemde studio op het Media Park.
De tunes zijn gecomponeerd door Stephen Emmer. In 2003 werd het leaderpakket iets uitgebreid. Na de zomer van 2007 werd het programma iets vernieuwd. Het decor werd aangepast en er kwamen nieuwe leaders en naambalkjes. Wel bleef de muziek hetzelfde. De coverstory, waarmee Boulevard altijd eindigde en waarin een uitgebreid portret van een bepaald persoon of bepaalde gebeurtenis werd geschetst, verdween. Eind augustus 2012 werd het logo van Boulevard voor de desk groter en zat er een beeldscherm in verwerkt; verder werd de tune een klein beetje geremixt door Emmer.
Per 29 augustus 2016 werd Boulevard compleet vernieuwd na ingebruikname van een nieuwe studio aan het Leidseplein in Amsterdam. Het logo bleef wel hetzelfde en de herkenbare 7-tonige tune bleef ook, maar is vanaf nu ingebed in andere onderdelen. De presentator, copresentator en een deskundige stonden achter een desk waarin beeldschermen zijn verwerkt. De overige deskundigen zaten op een bank tegenover de desk. Op de achtergrond was het Leidseplein door de ramen te zien.
Na de aanslag op Peter R. de Vries in juli 2021 maakte het programma een maand gebruik van het decor van de sportuitzendingen van RTL 7 op het Media Park in Hilversum. Ondertussen werd er gewerkt om het decor van de studio aan het Leidseplein na te bootsen in Hilversum. Dit decor werd op 16 augustus van hetzelfde jaar in gebruik genomen.

## Speciale afleveringen
Nadat op 3 december 2008 de speciale aflevering Britney For The Record een succes was, zond RTL 4 in maart en april 2009 wekelijks op woensdag een speciale editie van RTL Boulevard uit. In het programma blikten Winston Gerschtanowitz en Albert Verlinde terug op een bepaald onderwerp. De redactie dook in de archieven voor beeldmateriaal over het onderwerp.
In 2019 raakte Peter R. de Vries in opspraak omdat hij een telefoongesprek met Willem Holleeder openbaar maakte. In het telefoongesprek dat plaatsvond in april 2011, biechtte Holleeder diverse zaken op waaronder bedreigingen aan zijn adres en samenwerkingen met criminelen. Dit gesprek zou geheim blijven en als testament gepubliceerd worden als hij om het leven zou worden gebracht. De Vries hield de tape geheim totdat zeven jaar later in 2018 bekend werd dat Holleeder een poging wilde doen om De Vries te laten omleggen. Hierdoor verbrak De Vries zijn geheimhoudingsplicht aan Holleeder en bracht de tape in januari 2019 uit. De hele tape van ruim één uur werd uitgezonden in een twee uur durende special onder de naam RTL Boulevard: De Holleeder Tape.
Op 7 juli 2021 stond de uitzending van RTL Boulevard in het teken van de aanslag op Peter R. de Vries. De Vries werd de avond daarvoor na een bezoek aan de studio van RTL Boulevard in de Lange Leidsedwarsstraat in Amsterdam neergeschoten. De uitzending werd zonder reclame uitgezonden.
Nadat De Vries op 15 juli 2021 aan de gevolgen van de aanslag overleed, werd diezelfde avond een speciale dubbele aflevering van RTL Boulevard uitgezonden dat volledig in het teken stond van De Vries. In de uitzending schoven diverse (oud)collega's om herinneringen aan De Vries op te halen; de uitzending werd niet onderbroken door reclame. Op 22 juli 2021 volgde wederom een speciale aflevering dat geheel in het teken stond van Peter R. de Vries en ditmaal ook over zijn uitvaart. Op 14 november 2021, de dag dat De Vries 65 jaar zou worden, werd een speciale aflevering uitgezonden waarin Astrid Holleeder herinneringen over De Vries ophaalt.
Op 12 juli 2024 verscheen in de avond een speciale aflevering die de volledige strafzaak en uitspraak tegen rapper Ali B behandelde.
| RTL Boulevard Specials                      | RTL Boulevard Specials | RTL Boulevard Specials | RTL Boulevard Specials        |
| Onderwerp                                   | Uitzenddatum           | Kijkcijfers            | Opmerkingen                   |
| ------------------------------------------- | ---------------------- | ---------------------- | ----------------------------- |
| Britney For The Record                      | 3 december 2008        | 750.000                |                               |
| Goede tijden, slechte tijden                | 4 maart 2009           | 894.000                |                               |
| Jan Smit                                    | 11 maart 2009          | 960.000                |                               |
| Sterrensoap                                 | 18 maart 2009          | 682.000                |                               |
| Idols                                       | 25 maart 2009          | 819.000                |                               |
| Frans Bauer                                 | 1 april 2009           | 723.000                |                               |
| Cabaretiers                                 | 8 april 2009           | 578.000                |                               |
| Paul de Leeuw                               | 15 april 2009          | 717.000                |                               |
| Huis van Oranje                             | 22 april 2009          | 720.000                |                               |
| RTL Boulevard bedankt Beatrix               | 29 april 2013          | 1.510.000              |                               |
| Guus Meeuwis Special                        | 20 juni 2015           | 951.000                |                               |
| 25 Jaar Goede tijden, slechte tijden        | 1 oktober 2015         | 886.000                |                               |
| De Holleeder Tape                           | 12 februari 2019       | 1.026.000              |                               |
| Aanslag Peter R. de Vries                   | 7 juli 2021            | 1.344.000              |                               |
| Overlijden Peter R. de Vries                | 15 juli 2021           | 1.541.000              | deel 1 van dubbele aflevering |
| Overlijden Peter R. de Vries                | 15 juli 2021           | 1.090.000              | deel 2 van dubbele aflevering |
| Uitvaart Peter R. de Vries                  | 22 juli 2021           | 995.000                |                               |
| Astrid Holleeder herdenkt Peter R. de Vries | 14 november 2021       | 593.000                |                               |
| De zaak Ali B                               | 12 juli 2024           | 616.000                |                               |

## Speciale gasten

### Gastpresentatoren
In de loop der jaren heeft RTL Boulevard ook gastpresentatoren gehad die het programma eenmalig hebben gepresenteerd, onder wie Cilly Dartell, Martijn Krabbé, Guus Meeuwis, Jochem van Gelder, Jörgen Raymann, Myrna Goossen, Chantal Janzen, Catherine Keyl en Wendy van Dijk. Brecht van Hulten presenteerde het programma drie keer.
Vanwege het 20-jarig bestaan van het programma keerden van maandag 30 augustus t/m donderdag 2 september 2021 tijdelijk oud-presentatoren eenmalig terug. Het ging hierbij om Winston Gerschtanowitz, Daphne Bunskoek, Beau van Erven Dorens, Peter van der Vorst, Albert Verlinde, Fiona Hering en Daphne Deckers.

### Gastdeskundigen
Ook heeft RTL Boulevard gastdeskundigen (meestal amusementsdeskundigen) gehad, waaronder Patty Brard, Angela Groothuizen, Cornald Maas, Katja Schuurman, Carlo Boszhard, Koert-Jan de Bruijn, Gerard Ekdom en Mies Bouwman.

### Gasthoofdredacteuren
In het voorjaar van 2006 was Robbie Williams gasthoofdredacteur in een speciale uitzending. Vanwege het succes ging Boulevard dit vaker doen. Op 9 december 2009 kwam Williams nog eens langs.
In 2006 waren gasthoofdredacteur: Max Westerman, André van Duin, Jan Peter Balkenende en Marco Borsato. In 2007 Maartje van Weegen, Viola Holt, Fons van Westerloo, Edwin Evers, Paul de Leeuw, Wendy van Dijk en Jamie Oliver. In 2008 Erica Terpstra, Gordon Ramsay en Monique van de Ven. In 2009 Heleen van Royen en Reinout Oerlemans. In 2010 Gerard Joling en Jan Smit.

## RTL Boulevard Awards
Naast het programma ontleent het programma zijn naam ook voor zijn eigen prijzen genaamd de RTL Boulevard Awards. In 2017 verscheen de prijs voor het eerst tijdens de derde editie van de VEED Awards, deze werd toen gewonnen door Tim Hofman. In 2018 werd de prijs voor het laatst tijdens de VEED Awards uitgereikt, deze werd toen gewonnen door Anna Nooshin. Een jaar later in 2019 besloot RTL Boulevard om de prijzen voortaan zelfstandig uit te reiken. Sinds het najaar van 2019 deelt RTL Boulevard elk najaar diverse prijzen uit voor verschillende categorieën waaronder: meest besproken BN'er, rijzende ster, meest memorabele video en meest opvallende bericht. Winnaar van deze verschillende prijzen zijn onder andere Martien Meiland, Famke Louise en Bibian Mentel.

## BLVD Podcast
Op 19 oktober 2022 begonnen de makers van RTL Boulevard een eigen podcast. In de BLVD Podcast nam Luuk Ikink of Bridget Maasland met Rob Goossens of Eric de Munck wekelijks het laatste entertainmentnieuws door. Ook schoven er verschillende deskundige van het televisieprogramma aan in de studio of belden ze in. In 2025 kwam er een einde aan de podcast.

## Discografie
In het kader van het aftreden van Koningin Beatrix in 2013 namen Winston Gerschtanowitz en Albert Verlinde met een twintigtal Nederlandse artiesten het lied Koningin van alle mensen op.
| Single met eventuele hitnotering(en) in de Nederlandse Top 40 | Datum van verschijnen | Datum van binnenkomst | Hoogste positie | Aantal weken | Opmerkingen                |
| ------------------------------------------------------------- | --------------------- | --------------------- | --------------- | ------------ | -------------------------- |
| Koningin van alle mensen                                      | 2013                  | 27-04-2013            | 6               | 3            | Nr. 1 in de Single Top 100 |